# Marshall White
Marshall White, pseudonim M-Dub (ur. 30 kwietnia 1982 w Houston) – amerykański strongman.

## Życiorys
Marshall White dorastał w południowym Teksasie, gdzie uprawiał futbol amerykański oraz trójbój siłowy. Później dołączył do Travisa Ortmayera i innych siłaczy, w ramach ośrodka treningowego, zwanego Jednostką. Następnie otrzymał ofertę pracy w miasteczku Port Angeles, w stanie Waszyngton, gdzie poznał siłacza Jessiego Marunde i rozpoczął z nim treningi.
Prowadzi własną firmę, dom pogrzebowy. W 2005 r. zawarł związek małżeński z Rachel.
Wziął udział w indywidualnych Mistrzostwach Świata Strongman 2009, jednak nie zakwalifikował się do finału.
Obecnie mieszka w miasteczku Pagosa Springs (Hrabstwo Archuleta), w stanie Kolorado.
Wymiary:
- wzrost 191 cm
- waga 132 – 141 kg

Rekordy życiowe:
- przysiad 324,6 kg
- wyciskanie 218 kg
- martwy ciąg 363,2 kg

## Osiągnięcia strongman
- 2004

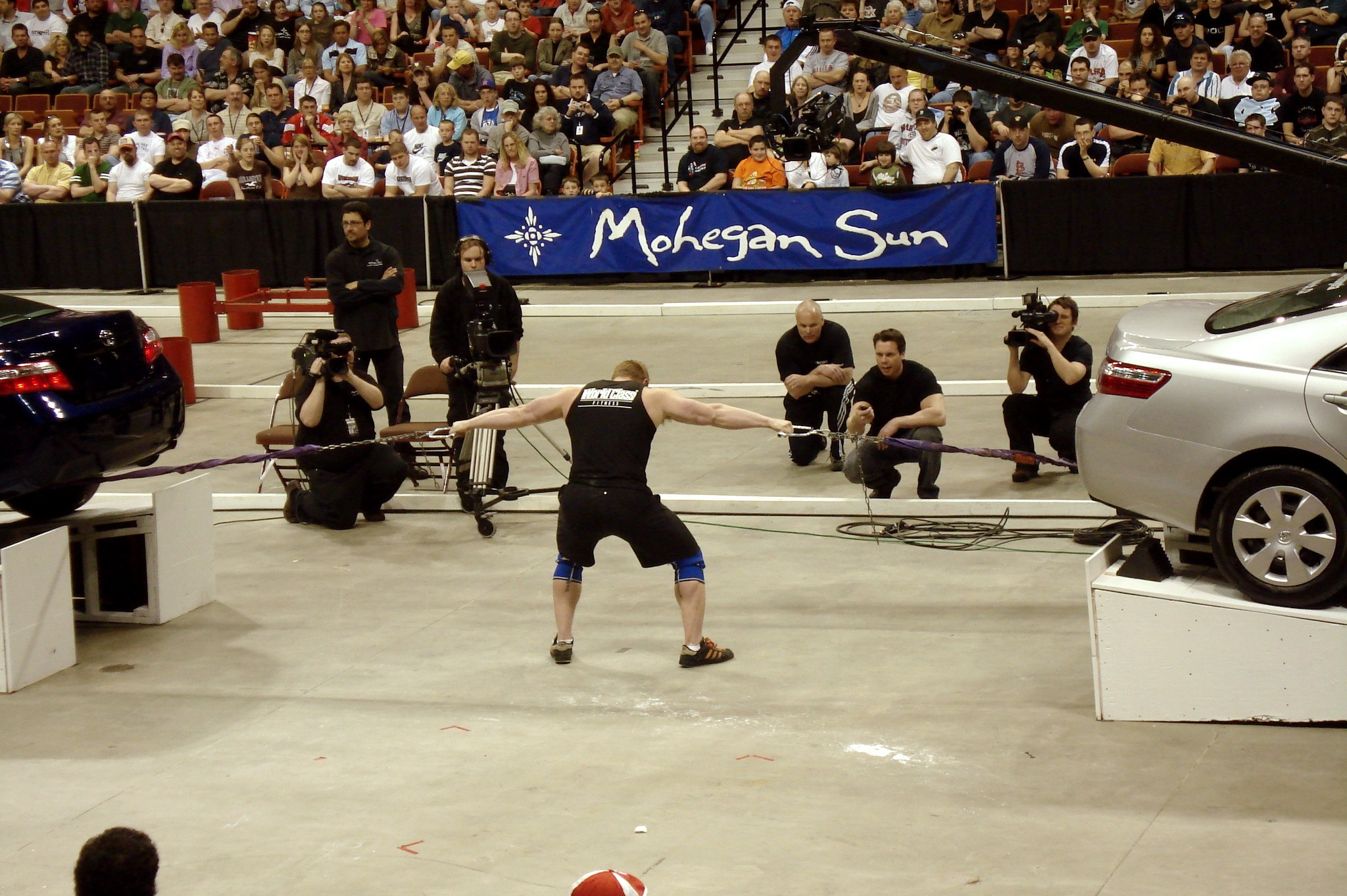
Marshall White w konkurencji Uchwyt Herkulesa

  - 2. miejsce - Mistrzostwa stanu Texas Strongman
- 2006
  - 7. miejsce - Mistrzostwa USA Strongman 2006
  - 11. miejsce - Puchar Świata Siłaczy 2006: Wiedeń
- 2007
  - 9. miejsce - All-American Strongman Challenge 2007
  - 7. miejsce - Super Seria 2007: Mohegan Sun
- 2008
  - 8. miejsce - Super Seria 2008: Mohegan Sun
  - 6. miejsce - All-American Strongman Challenge 2008[8]
  - 5. miejsce - Mistrzostwa USA Strongman 2008
- 2009
  - 4. miejsce - All-American Strongman Challenge 2009
  - 1. miejsce - Super Seria 2009: Bukareszt
  - 5. miejsce - Mistrzostwa USA Strongman 2009
  - 11. miejsce - Super Seria 2009: Venice Beach
- 2010
  - 7. miejsce - All-American Strongman Challenge 2010
  - 3. miejsce - Mistrzostwa USA Strongman 2010